# Acontia biplaga
Acontia biplaga är en fjärilsart som beskrevs av Achille Guenée 1852. Acontia biplaga ingår i släktet Acontia och familjen nattflyn. Inga underarter finns listade i Catalogue of Life.